# Троостит
Троостит (тростит, трустит) — одна з структурних складових сталі і чавуну; є високодисперсною модифікацією перліту — евтектоїдною сумішшю фериту і цементиту. Названий на честь французького вченого Л. Ж. Труста (фр. L. J. Troost). Утворюється в результаті розпаду аустеніту при температурах нижчих за 600 °C.
Троостит, що утворюється при розпаді аустеніту в температурному інтервалі 400—500 °C (тростит гартування) містить пластинчастий цементит або при відпуску за температур 350—400 °C (троостит відпуску) містить зернистий цементит.
Міжпластиночна відстань у трооститі гартування < 0,1 мкм. Твердість трооститу вища, ніж перліту чи сорбіту. Під електронним мікроскопом спостерігається пластинчаста будова троститу з віялоподібним розташуванням пластинок; в оптичному мікроскопі спостерігаються темні ділянки троститу на фоні світлих полів мартенситу.
Перліт, сорбіт і троостит — структури з однаковою природою (ферит + цементит), що відрізняються ступенем дисперсності фериту і цементиту.